# 조자마치역
조자마치역(일본어: 長者町駅, ちょうじゃまちえき)은 일본 지바현 이스미시에 있는 동일본 여객철도의 철도역이다.
이스미 시 미사키 지구 (구 미사키 정)의 중심역이다. 1995년에 도라미역부터 조자마치 역까지가 복선화되었다. 조자마치 역부터 온주쿠역까지는 단선 구간이다.

## 역 구조
상대식 2면 2선 구조의 지상역이다. 두 승강장은 과선교로 이어져 있다. 모바라역이 관리하며, 역 업무는 JR 지바 철도 서비스가 대신 하고 있다. 간이 개찰기에서 스이카 및 제휴 교통카드의 사용이 가능하다.

### 승강장
| 1 | ■ 소토보 선 | 오하라 · 가쓰우라 · 아와카모가와 방면        |
| 2 | ■ 소토보 선 | 가즈사이치노미야 · 모바라 · 소가 · 지바 방면 |

## 역세권 정보
- 이스미시청 미사키 청사

## 역사
- 1899년 12월 13일 - 보소 철도의 역으로 개업했다.
- 1907년 9월 1일 - 국유화에 따라 일본국유철도 소속이 되었다.
- 1987년 4월 1일 - 민영화에 따라 동일본 여객철도의 소속이 되었다.
- 2004년 10월 16일 - 스이카의 사용이 개시되었다.

## 인접역
| 동일본 여객철도 소토보 선 | 동일본 여객철도 소토보 선 | 동일본 여객철도 소토보 선 |
| ------------------------- | ------------------------- | ------------------------- |
| 다이토 지바 방면          | ■ 소토보 선               | 미카도 아와카모가와 방면  |